# エアラミング

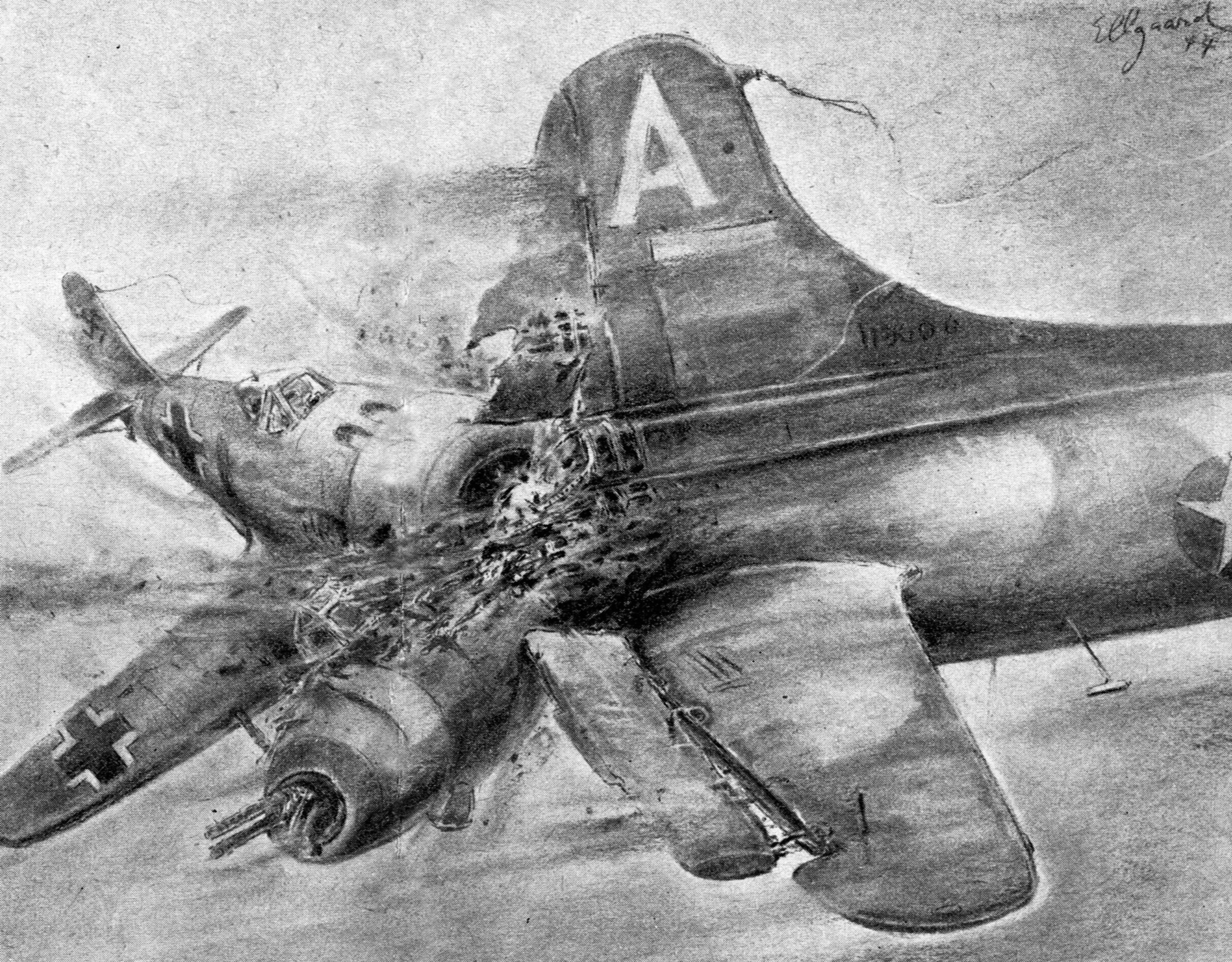
1944年にヘルムート・エルガールドが描いた"Ich ramme（我、体当たりせんとす）"。ドイツ国防軍空軍の戦闘機がB-17フライングフォートレスに体当たりを敢行する場面。

エアラミング（Air rammingまたはAerial ramming）とは、航空機が空中から故意に体当たり攻撃すること。エアラミングは、体当たり後に攻撃側のパイロットが生き残る（相手だけを倒す）ことを考えた戦術とされ、日本が行った自死前提の「カミカゼ」特攻とは趣旨が異なる。

## 概要
エアラミングは航空戦における土壇場の戦術とされ、他の方策が全て失敗した時に実行されることもある。最初のエアラミングは、第一次世界大戦中の1914年にピョートル・ネステロフによって実行された。この戦術は第二次世界大戦の初期にソ連のパイロットにも引き継がれ、「タラーン」（ロシア語: Таран）戦術と呼ばれた。これはロシア語で破城槌を意味する語である。
体当たりするパイロットは槌として機体の重さを利用したり、自機のプロペラや翼を使って敵機の尾翼や主翼を壊すことで、敵飛行機をコントロール不能に陥れる。パイロットが弾薬を使い果たしてもなお敵を破壊しようと試みる時、もしくは既に乗機が助からないほど損傷してしまった時に体当たりは実施された。エアラミングの大半は、攻撃側の機体が低コストで戦略的または戦術的に敵機よりも価値が低い場合に実施された。例えば、優れた敵機に対抗して旧式航空機でパイロット飛行する場合や、複数の相手を殺すために自分1人の生命を危険にさらすような場合である。防衛側は、攻撃側よりもしばしば体当たり行為に訴えた。 
体当たり攻撃は、「カミカゼ」特攻と同じような自殺行為だとは見なされていない。非常に危険ではあったが、体当たり攻撃を行うパイロットにとって生き延びるチャンスは絶無ではなかった。たまに体当たりした機体そのものが生き残って、制御された着陸を果たすこともあった、とはいえ大半が戦闘での損傷やパイロットの緊急脱出のために機体を失った。エアラミングは20世紀前半、2つの世界大戦とその間の期間における航空戦で用いられた。ジェット機では、空中の戦闘速度が増加するため体当たりが使われなくなり、体当たり攻撃を成功させ、そして生き残る確率が不可能に近いほど低くなった。しかしながら、この戦術はまだ可能であり、現代戦闘で廃止されてはいない。
XP-79はその機体形状から『フライング・ラム (空飛ぶ衝角) 』と呼ばれ、高い機体強度により敵を切りつける攻撃を念頭にしているとの噂が流れた。実際には、同機は機銃を搭載している。

## 技術
技術的には、3種類の体当たり攻撃が行われた。
- 背後から飛来し、プロペラを使って敵機の尾翼を切り落として姿勢制御を奪う。これは実行することが最も難しいものだが、生き残る可能性が最も高いものでもあった。
- 自機の翼を使って敵機体を損傷させ、操縦不能にさせる。ポリカルポフ I-16などいくつかのソ連の航空機は、この目的のために翼を強化していた[要出典]。
- 航空機全体を使っての直接体当たり。これは最も簡単だったが、最も危険な選択でもあった。

前者2つの選択肢は前もって常に考慮されていたが、高いレベルの飛行技術能力が必要とされた。最後の選択肢は事前計画されていたものも、戦闘中に決定を下すこともあったとされている。いずれにしても、それは攻撃側のパイロットを頻繁に死なせることになった。

## 歴史

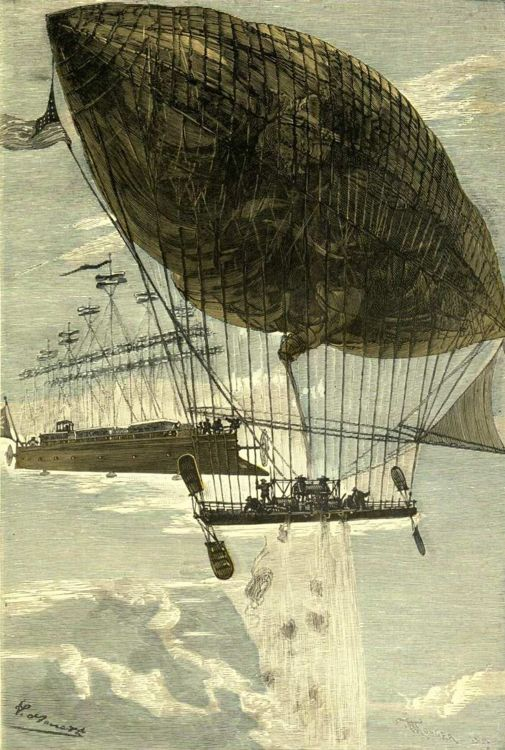
ジュール・ヴェルヌの小説『征服者ロビュール』より。ロビュールは自分のプロペラ動力飛行船「あほうどり号」を、より遅い飛行船「ゴーアヘッド号」にもう少しでぶつけてしまうところだった。

### 初期の概念
20世紀の航空戦における体当たり行為に先立って、ジュール・ヴェルヌは1886年に出版されたSF小説『征服者ロビュール』で、重量飛行機が突き出た機首でほぼ無防備な軽量飛行機に対して突撃するという分かりやすい航空攻撃を思い描いた。H.G.ウェルズは、1899年の小説『今より三百年後の社会』で、主人公グラハムが自分の飛行機で敵の飛行機1機に激突し、空から落とすところを書いている。2番目の敵機は攻撃をやめて、順番にぶつけられるのを恐れたとなっている。
1909年、飛行船は幾人かの観察者によって「空中戦艦」だと想像され、 彼らは他の飛行船を攻撃するために拡張した衝突棒を使う可能性がある、あるいは建物や煙突といった地上の標的や船舶の帆柱に対してぶつけるために、飛行船の下にケーブルを垂らして錨や他の重量物を吊り下げることができる、などと書いた。

### 第一次世界大戦

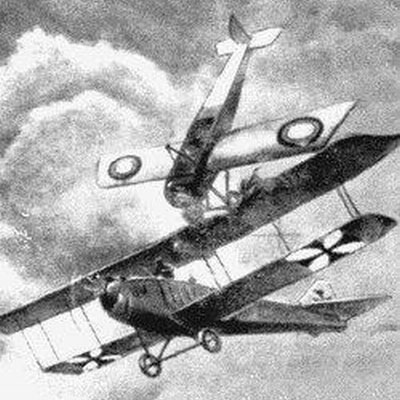
ピョートル・ネステロフにより実行された体当たり攻撃の絵。

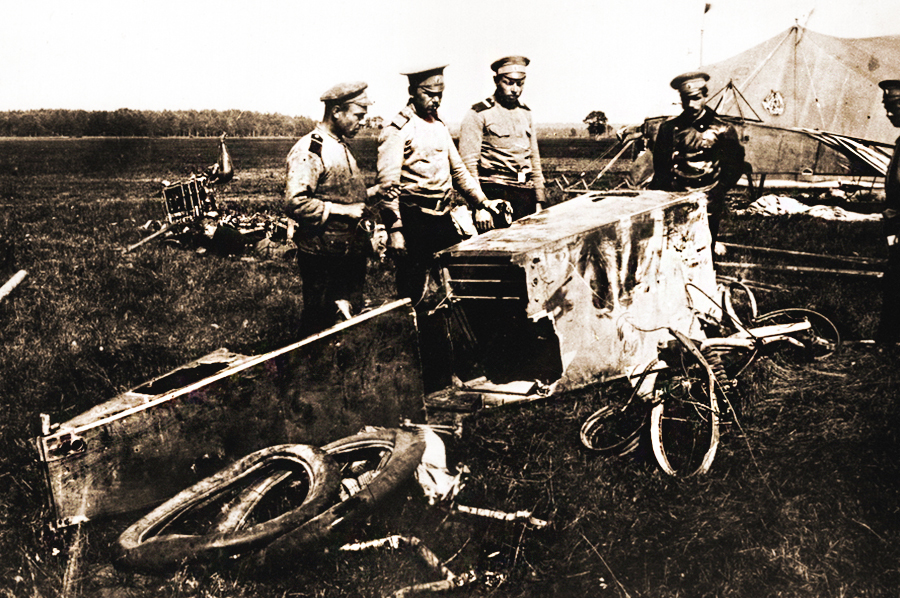
ネステロフの体当たり攻撃を受けて墜落した飛行機の写真。

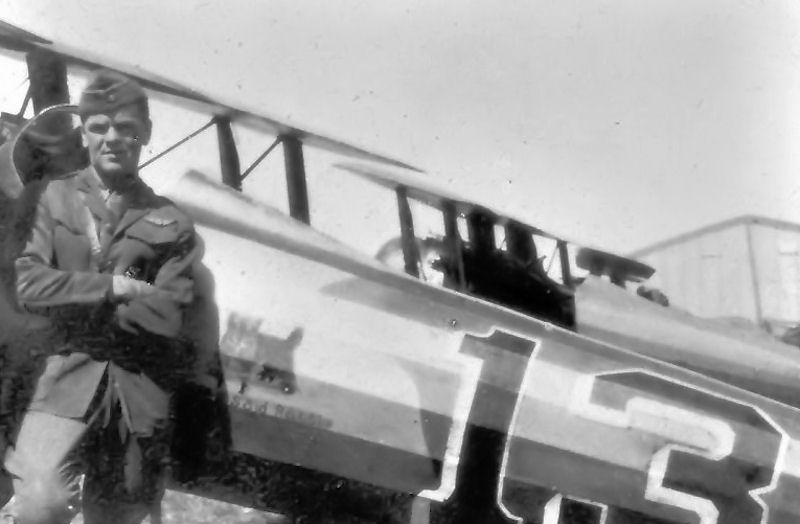
乗機であるニューポール 28の前に立つウィルバート・ウォーレス・ホワイト

航空戦における体当たりとして知られている最初の例は、1915年9月8日にロシア帝国のパイロットであるピョートル・ネステロフによりジョウクヴァ上空にて、オーストリアの飛行機に対して行われた。その事例では双方の当事者が死亡した。2度目の体当たり、かつ攻撃側が死者を出さずに成功した最初の体当たりは、1915年にアレクサンダー・カザコフによって行われた。彼はエース・パイロットで、第一次世界大戦の最も成功したロシア戦闘機のパイロットである。1917年9月1日に、イタリア第83飛行中隊のアルトゥーロ・デルオロは、1人乗りのFlik 45で2人乗りのBr.Cに体当たりした。アメリカ陸軍の ウィルバート・ウォーレス・ホワイトは1918年10月10日、その日二度目の出撃中に、ドイツのフォッカー D.VII戦闘機が味方機の背後についたのを見て介入しようとしたが機銃が作動不良を起こしたため、体当たりを行った結果墜落死を遂げ、相手側の飛行士は落下傘で生還した。

### ポーランド＝ソビエト戦争
赤軍が進軍する際はポーランドで航空機をほとんど使わなかったため、空中戦闘はほとんど行われず、例外は赤軍の観測気球に対する迎撃くらいであった。しかし、戦争が進むにつれて、弾薬と爆弾を使い切った幾人かのパイロットが、航空機の脚でソビエト軍の騎兵隊にぶつかろうとした。この攻撃は不時着できる余地を残すが、ほぼ常にと言っていいほど、体当たり航空機が破壊もしくは重大な損傷を被る結果となった。

### スペイン内戦
体当たりはスペイン内戦で使用された。1937年11月27-28日の夜、スペイン共和国空軍のためにポリカールポフI-15を飛行させたソ連のパイロット、エフゲニー・ステパノフ（Evgeny Stepanov）は、バルセロナ付近のSM.81爆撃機を撃墜し、もう1機に対する攻撃中に残りの弾薬を射ち尽くした。2番目のSM.81はなお飛行を続けていたので、ステパノフはI-15の左主脚を使って爆撃機に体当たりし、これを墜落させた。

### 第2次世界大戦

#### ポーランド
ポーランド空軍の中佐でパイロットのレオポルド・パミュウアは1939年9月1日、ワルシャワ近郊のウォミアンキ 上空にて損傷した自機PZL P.11cを使い、第二次世界大戦で最初の「タラーン」攻撃を実施した。

#### ソビエト連邦
第二次世界大戦において、ソ連空軍（VVS）の個々のパイロットたちがドイツ国防軍空軍に体当たり攻撃を行ったとの報告は、特に東部戦線の初期に広がった。大祖国戦争の初年度は、使えるソ連軍機の大半がドイツのよりも著しく劣っており、時にパイロットは敵を確実に破壊する唯一の方法としてタラーンを認識していた。初期のソ連戦闘機はエンジンが比較的弱く、その非力な戦闘機は重武装だが遅すぎる、あるいは速いが武装が軽すぎるのいずれかだった。軽武装の戦闘機はしばしば敵の爆撃機を倒すことなく弾薬を使い果たした。無線機を設置していた戦闘機はごく少数だったため、パイロットは増援を求める方法を持たず、軍隊側は単独で問題解決することを期待していた。単独の戦闘機で複数エンジンを持つ爆撃機と引き換えるなら、経済的には理に適っていると考えられていたのである。場合によっては、重傷を負ったり航空機が損傷したパイロットは、空中、地上または海上の標的に対して自殺攻撃を行うことを決めた。この例において、同攻撃は自然発生的な「カミカゼ」特攻のようになった（ニコライ・ガステロを参照）。
戦争初期のドイツ空軍戦術が変化した結果、体当たり攻撃のための条件が熟すことになった。ソ連空軍の大部分を進撃路から追い払った後、ドイツ国防軍空軍は爆撃機グループのために護衛戦闘機を提供することをやめ、その戦力を、深い侵入飛行を行う単独の航空機を含む、もっと小規模な飛行任務に分割した。東部戦線のドイツ航空機の4分の1は、偵察飛行部隊（Aufklärungsgruppe）と共に、戦略的または戦術的偵察を行う任務に就いた。これらの偵察または長距離爆撃飛行は、単独のソ連防衛軍に遭遇する可能性が高かった。ソ連の集団戦術に「タラーン」は含まれていなかったが、ソ連の戦闘機は集団ではなく、単独か2機で割り振られることが多かった。 ソ連のパイロットは敵の占拠地でタラーンを実行することを禁じられていたが、母国の上空で敵の偵察侵入機にぶつかってくる可能性があった。
バルバロッサ作戦（ドイツによるソ連急襲）の初日には、最初の1時間に9回の体当たり攻撃が実施された。 1941年6月22日の0425時にイワノフ中尉は、侵攻するハインケル He111の尾翼にポリカールポフI-16で突進した。イワノフは生き残れなかったが、没後にソ連邦英雄の金星章が授与された。エカテリーナ・ゼレンコは、戦闘の3ヶ月目に彼女の機体スホーイSu-2でメッサーシュミット Bf109に飛び込んで、双方のパイロットが死亡。彼女ゼレンコはエアラミングを実行したことが知られている唯一の女性である。
1943年以降はより多くのソ連戦闘機に無線機が設置され、空軍総元帥のアレクサンドル・ノヴィコフは航空攻撃を調整するための管制技術を整えた。戦闘機はより強力なエンジンを積み、戦争の最後の1年間はかなりの重武装で飛んでいた。ソ連側の空戦手段が改善されるに従い、体当たりは稀にしか起こらなくなった。1944年、後に航空元帥となるアレクサンドル・ポクルィシュキンは正式にタラーンを止めさせようと、それを「例外的な場合に行われる究極の措置」に限定した。
ボリス・コブザンは、戦争中に4度の体当たり攻撃を行って生き延びた記録を持つ。アレクセイ・クロビストフは3度である。 体当たり攻撃を2度成功させたソ連軍パイロットは17名に上る。新たな調査によると、バルバロッサ作戦の開始から戦争終結までの間にソ連によるタラーン攻撃の成功が少なくとも636回はあった。このうち、227人のパイロットが攻撃中から攻撃後にかけて死亡した（35.7％）が、233人は無事に着陸し、残りは乗機から脱出を果たした。
新たな設計のソ連軍戦闘機が実用化されるにつれ、体当たりは推奨されなくなった。経済的な事情も移り変わり、ソ連の戦闘機はドイツのものとほぼ同等の水準になった。1944年9月までに、体当たり攻撃をいつどうやって開始するかという手順の記述が、訓練用の資料から削除された。

#### イギリス連邦
1940年8月18日、イギリス空軍志願予備軍のブルース・ハンコックは自身のアブロ アンソン機を使ってハインケル He111に体当たりをした。生存者はいなかった。
同日、空軍中尉ジェームス・エグリントンは弾薬を最後まで消費した後、自機のホーカー ハリケーンを使ってハインケル He111の尾部に体当たりした。ハリケーンの右翼の先端がこの攻撃で壊れ、ハインケルは「おそらく破壊された」ものと判断された。 
1940年9月15日、バトル・オブ・ブリテンにおいても体当たりの重大事案が起きている。空軍軍曹のレイ・ホームズは、ロンドン上空にて自機ホーカーハリケーンで体当たりをしてドルニエDo17 を撃墜した。彼は同戦闘での決定的瞬間のひとつで自分の航空機を失い、あと少しで命まで失うところだった。正面攻撃を行おうとしたホームズは、乗機の機関銃が動作不能であることに気付いた。彼はドイツ爆撃機の上空に自機を進め、自らの翼で後方の尾部を切断すると、爆撃機は制御不能に陥って墜落した。そのパイロットであるロベルト・ツェーベ中尉は脱出したものの、攻撃時に受けた傷の影響で後に死亡した。一方で負傷したホームズもまた乗機から脱出し、彼の方は生き残った。英国空軍は戦闘戦術としての体当たりを実践していなかったため、これは咄嗟の操縦および私心のない勇気の行動と考えられた。この出来事は、バトル・オブ・ブリテンの決定的な瞬間の一つとなり、その様子を目撃したオランダのウィルヘルミナ女王から英国空軍に祝辞が贈られることとなった。
1940年9月27日、南アフリカ出身の空軍中尉パーシバル・R・ F・ バートンは自機ホーカーハリケーンを使用して、ドイツ空軍メッサーシュミット Bf110の尾翼部分を引きちぎった。地上の目撃者によると、英国ヘールシャム上空の屋根の高さで追いかけあう「激しい操縦」の後、バートンは故意にBf110に体当たりした。双方の航空機が町のちょうど外側で墜落し、バートンも敵のパイロットも全員が死亡した。バートンの機体は弾薬を使い果たしていた。
1940年10月7日、空軍中尉のケン・W.・マッケンジーが自機ホーカーハリケーンを使ってメッサーシュミット Bf109を破壊した。彼の戦闘報告書は次の通り。

私がV字編隊を組む最寄りの3機を下面から攻撃すると、後衛を務めていた4番目の敵機が射線を横切って飛び、その敵機のグリコールタンクに漏れが発生した。私はその敵機に対して残りの弾薬を200ヤードから撃ち尽くしたが、相手はまだ高度80から100フィートを上げ下げしながら海上を飛んでいた。私は敵機の周りを飛行して降下するよう合図で知らせたが、結果が何もなかった。そのため私は自機の脚を相手の尾部にぶつけようと試みたが、敵機を叩くには自機のスピードを緩め過ぎた。そこで並んで飛行し、私は自機右側の翼端を相手飛行機の左尾翼に落とした。その尾翼が取れ、私は右側翼の先端を失った。敵の航空機は海に錐揉みして、一部分が沈んだ。

1940年11月11日、空軍中尉のハワード・ピーター・ブラッチフォード（カナダ出身）は英国ハリッジで自機ホーカーハリケーンのプロペラを使用してフィアットCR.42を攻撃した。ブラッチフォードはイタリア軍戦闘機との混戦中に弾薬を使い果たし、基地に戻った際、プロペラのうち2枚が先端から9インチを失っていることを発見した。彼は攻撃の結果を見なかったが、イタリアの戦闘機を「損傷させた」とだけ主張し、彼は破損したプロペラに血の跳ねを報告した。
技術的には体当たりではないが、英国空軍パイロットはV1飛行爆弾に対してある種の意図的な衝突を利用した。V-1を撃つことで弾頭や燃料タンクを爆発させる可能性があり、それによって攻撃機が危険になると判明した時、パイロットは代わりにV-1の横を飛行する。位置に着くと、パイロットはV-1側の翌端を持ち上げるようにローリングを行い、V-1の翼端の下に高圧乱気流の領域を作り出し、V-1を反対側にローリングさせた。これでV-1の初歩的な自動操縦装置はしばしば均衡が取れなくなり、地面に飛び込んでしまうのである。

#### ギリシャ
1940年11月2日、ギリシャ空軍のパイロットであるマリノス・ミトラレクシスはイタリアのサヴォイア・マルケッティ SM.79爆撃機1機を撃墜し、そこで弾薬が無くなり、自分のPZL P.24戦闘機のプロペラでもう1機の垂直尾翼を打ち壊した。双方の航空機が不時着を余儀なくされ、ミトラレクシスは爆撃機の乗組員4人にピストルを突き付けて脅し、降伏させた。彼は昇進し、勲章が授与された。

#### 日本
日本人はまた、個人のイニシアチブ（自発性）と政策の両方によって、体当たりを実践した。個人のイニシアチブでは、1942年5月8日に単独のB-17フライングフォートレスを墜落させた一式戦闘機 中島キ43の例がある。日本の戦闘機のうち3機がそれぞれ決定的な成果を挙げずに2回の攻撃を行った後、爆撃機パイロットのロバート・N・キッツ少佐は、付近にあるスコールの雨幕の中に乗機を隠そうと試みた。爆撃機を逃がしてしまうのを嫌がって、オダ・タダオ軍曹は「体当たり」として知られる機首からの突入攻撃を敢行した。双方の航空機が墜落して生存者はいなかった。オダは殉職による二階級特進で、没後に中尉となった。
1943年3月26日、イシイ・サナエ中尉は中島キ43の翼を使って英国空軍第27飛行戦隊のブリストル ボーファイターの尾部に体当たりし、ビルマのシュエバンダウ（Shwebandaw）に墜落させ、アイヴァン・G・スタータム少佐とケネス・C・ブリフェット少尉の二名が死亡した。
1943年5月1日、飛行第64戦隊に所属するワタナベ・ミヨシ軍曹の中島キ43がB-24リベレーターのエンジン2機を叩きのめして、爆撃機2機の乗組員が死亡した。彼はそれからラングーン上空で続く戦闘の後、このB-24の後部砲塔にも体当たりを試みた。ワタナベ軍曹と、B-24の他の乗組員はこの戦闘で生き残った。両方の飛行機は、人命をこれ以上失うことなく不時着となった。潰れたB-24の写真は1943年12月の『航空朝日』で掲載された。捕虜としての過酷な条件下で、B-24の乗組員のうち3名だけが戦争を生き延びた。 
1943年10月26日、飛行第21戦隊による50分間以上にもわたる防空戦の後、64戦隊のミグチ・トミオ伍長は機関銃が発射不能になったため、中島キ43を使ってロイ・G・ヴォーガン中尉のB-24に体当たりした。ラングーンを空襲したこのB-24はすでに別の日本の戦闘機によって甚大な被害を受けており、ベンガル湾に近づくと、グワ湾（Gwa Bay）に接近しながらジャングルで墜落した。グスタフ・ジョンストン中尉はB-24の唯一の生存者であり、捕虜になった。カミグチは衝撃で投げ出されるも、パラシュートが開いて生き残った。
アメリカの研究者マシュー・ポールによると、日本の歴史家イチムラ・ヒロシが当時64戦隊に所属したイトウ・ナオユキ中尉にインタビューしたところ、彼もまた1943年10月26日にB-24を撃墜したと主張したとのことである。すなわち、このB-24は経験豊富な2人の日本人エースである、イトウ中尉とタクワ曹長によって撃墜されたいう。加えて、19歳の新人パイロットであるカミグチ伍長が航行不全となったB-24に体当たりし、タナカ・シンイチ少将がこの勇敢な若いパイロットを賞賛、意図的に「のこぎり伍長」なる伝説に仕立てたと、イトウは語った。64戦隊のもう一人の歴戦者であるイケザワ曹長によと、タクワ曹長が不機嫌そうに「B-24は降下していた。カミグチが体当たりする必要は無かったんだ 」と述べたとのことである。ハタ・イザワ・ショアーズ共著『Japanese Army Air Force Fighter Units and Their Aces 1939-1945（日本軍の戦闘機とエース達 1939-1945）』にはイトウ大尉の手記が含まれ、それによると「彼は後に第3中隊に移り、1943年10月26日ラングーン上空でのB-24を含み、8度を撃墜したとされている」と綴られている。イチムラによると、この本の記述は9回以上の撃墜を収めたエースのみ対象としているため、タクワ曹長の戦果はこの情報源には含まれていない。
1944年6月6日、ビルマのメイッティーラ近郊にて、長引く空戦で弾薬を使い果たした第50戦隊のイガラシ・トメサク軍曹は、中島キ43のプロペラを使ってP-38 ライトニングを墜落させた。パイロットが脱出した後、イガラシはパラシュートを開いて降下する彼を攻撃した。このP-38は、当日の戦闘で行方不明になった10機撃墜のエース、ウォルター・F・デューク大尉のものだった可能性がある。
1944年8月を皮切りに、B-29 スーパーフォートレスに遭遇した二式複座戦闘機 川崎キ45や他の戦闘機の日本のパイロットたちが、超重爆撃機に対する体当たり攻撃が実用的な戦術であることを見出した。その経験から、1944年11月には、より迅速に高高度へ到達するために武器や装甲の大半を外した三式戦闘機 川崎キ61を使う「特別攻撃隊」（震天制空隊）が編成された。1944年12月7日、昭和天皇の勅令として制定された武功章（英国のヴィクトリア十字章や米国の名誉勲章にあたる）の最初の授与者は、体当たり攻撃を行って生き残ったパイロット3名である。特別攻撃隊への配属は最後の方策と見なされた。そのパイロットは死亡もしくは重傷を負って遂行不能になるまで、体当たり攻撃を実施することが期待された。 
日本が実践した「カミカゼ特攻」は、体当たりの一形態と見えるかもしれないが、主な破壊手法は物理的な衝撃力ではなく、むしろ爆発物を運んでそのまま突っ込むことによるものである。カミカゼ特攻はもっぱら連合国軍の艦船を標的にして行われた。

#### ブルガリア
1943年と1944年に、ソフィアを防衛するブルガリア戦闘機のパイロットが連合国軍爆撃機に対して2回の体当たりを行った。最初のものは1943年12月20日、上級中尉のディミタール・スピザレフスキーだった。彼はメッサーシュミット Bf109G2戦闘機で出撃すると、アメリカ軍のB-24リベレーターに体当たりして破壊した、ただしこの衝突が意図的だったのか否かは分かっていない。ブルガリア軍はそれが意図的なものだとして、死後に彼の階級を昇進させた。2度目の体当たりは1944年4月17日、上級中尉のネデルコ・ボンチェフがアメリカのB-17フライングフォートレスに対して行った。ボンチェフは体当たり後の脱出に成功して生還した。ブルガリアでのファシスト政権崩壊後の1944年9月9日、彼はドイツ軍に対して出撃を続けていた。Bf109で出撃した彼は撃墜されて負傷し、捕虜にされた。収監されて数ヶ月後に捕虜たちは徒歩で移送されたが、健康状態が悪化していた彼は移送に耐えられなくなり、ナチス親衛隊の女性看守によって殺害された。

#### ドイツ
1944年2月22日、あるメッサーシュミットBf109はアメリカ爆撃機のB-17フライングフォートレスに体当たりした。
1944年5月25日、上級士官候補生のフーベルト・ヘックマンは銃が動作不能になった時に自機Bf109を使ってP-51マスタングに体当たりし、尾翼と後部胴体をアメリカの航空機から切り離した。アメリカ側のジョセフ・H・ベネット大尉は何とか脱出するも捕虜にされ、一方のヘックマンはドイツのボーテンハイム近郊に緊急の胴体着陸を行った。
1944年7月7日、軍曹のヴィリ・レシュケは銃が動作不能になった際、自機Bf109を使ってB-24リベレーターに体当たりした。スロバキアのマラツキ近郊で2機の航空機は一緒につながった状態で落下し、墜落の寸前にレシュケは身体の自由を取り戻して脱出することができた。
第二次世界大戦の後半、ドイツ国防軍空軍は体当たり戦術を使って制空権を取り戻そうと試みた。その計画は、空中戦の流れを変えるべくドイツ軍が大量のジェット戦闘機メッサーシュミット Me262を作るだけの充分な間を稼ぐため、連合軍の爆撃機パイロットに爆撃の実施をためらわせる目的だった。1945年4月4日、ハインリヒ・エールラーはB-24に体当たりして死亡した。1945年4月7日、体当たり攻撃を目的とした志願部隊ゾンダーコマンド・エルベ（エルベ特攻隊）が編成され、ヨーロッパでの戦争が終わる1ヶ月前に出撃した。これが同飛行隊の唯一の出撃となった。1機のBf109Gに体当たりされたB-24が僚機を巻き添えにして、結果2機が撃墜されたなど、一部のパイロットは爆撃機を破壊することに成功したが、連合軍の数が大幅に減少することはなかった。 
ツェッペリンラマーのように、体当たり技術を使うことを意図した飛行機を開発する計画も存在していた。

#### フランス
1944年8月3日、英国空軍所属のジャン・メリドー大尉はスーパーマリン スピットファイアを使ってV1飛行爆弾に体当たりを行い、弾頭が爆発した際に死亡した。それまで彼は機関砲の射撃でV1を損傷させていたが、それがケントの野戦病院に落ち始めたのを見て、爆弾に意図的に体当たりすることを選んだ。

#### アメリカ合衆国
1945年5月10日、沖縄上空で、海軍中尉ロバート・R・クリングマンと3人のVMF-312部隊のパイロットが日本機を迎撃するために飛び立った。彼らはそれを高度25000フィートで偵察飛行する川崎キ45改「屠龍」と識別し、屠龍はさらに上昇を始めた。2機のFG-1Dコルセアは36000フィート（11000m）で追撃を中止したが、海軍大尉ケネス L.リュッサーと僚機のクリングマンは38000フィート（12000m）まで追い続け、飛行機を軽くするために弾薬の大半を消費した。リュッサーは屠龍の左エンジンに射撃を当てたが、弾薬が尽きてしまい、日本側の後部機関銃から銃撃を浴びせられた。クリングマンは射撃のために50フィート（15m）の距離まで迫ったが、極寒のため機関銃が作動不良を起こした。彼は自機プロペラで相手を破損させようと屠龍に3度接近し、相手の方向舵、後部コックピット、右の水平尾翼を刈り取った。屠龍は15000フィート（4600m）まで錐揉み降下し、両方の翼が分解した。プロペラは先端から5インチ（13cm）が欠け、燃料を使い果たし、破片や弾丸を受けた機体が陥没して穴が開いていたにも関わらず、クリングマンはコルセアを無事に着陸させた 。彼には海軍十字章が授与された。

### 冷戦
1960年のU-2撃墜事件では、ソ連パイロットのイゴール・メンチュコフが高高度飛行のために改造された非武装のスホーイSu-9を使用して、侵入中のロッキードU-2に体当たりする目的で緊急発進した。1996年に、メンチュコフは彼の航空機のスリップストリームとの接触がゲーリー・パワーズを墜落させたと主張した。しかしながら、メンチュコフは視覚的接触を得ることさえできなかったと、セルゲイ・フルシチョフが2000年に断言した。
CIAのダークジーン計画が実施され、イラン空軍のパイロットが操縦して後部座席にアメリカ空軍のジョン・サンダース大佐が同乗するRF-4C機がソ連航空域に侵入した際に、ジェット機同士の体当たり攻撃が初めて行われた。MIG21で迎撃に向かったゲンナジー・N・エリゼーヴ大尉はK-13空対空ミサイルを放ったが命中せず、機関砲も故障したため、乗機の翼を使ってRF-4Cの尾翼を叩いた。

### 1980年以降
1981年7月18日、アルメニア空中衝突にてV.A.クリヤピン大尉はスホーイSu-15でアルゼンチンのチャーター機CL-44に体当たりしたと報じられている。ただし西側の専門家たちは、これは偶発的な衝突を自己弁護するための説明ではないかと信じている。
1986年のランド研究所の調査研究は、もし爆撃機が核兵器を搭載している場合、その遠距離爆撃機から自分達の空域を防衛する現代ジェット機にとって、体当たり攻撃は今でも実行可能な選択肢であると結論付けた。防衛側の戦闘機は敵の爆撃機を墜落させることなく武器を使い果たす可能性があり、核攻撃の成功によって殺されるかもしれない何千人もの人々を救うためパイロットは最終的に体当たり攻撃の選択に直面することになるだろうと、この研究は断言している。
2001年9月11日のアメリカ同時多発テロ事件において、ワシントンに向かうと想定されるハイジャックされたユナイテッド航空93便を迎撃するために、空軍州兵のジェット戦闘機がスクランブルした。しかし、ジェット戦闘機がミサイルで武装する時間はなかった。マーク・H・サスヴィル等パイロット達は、自分達が航空機に体当たりを行うことになるであろうと知らされた。結局この93便は、ジェット機が到着するまでに、乗客がテロリストから機体を奪還するべく機内で戦ったために墜落した。
この時、他でハイジャックされたアメリカン航空11便はワールドトレードセンター北棟 に体当たりを敢行。続いて、やはりハイジャックされたユナイテッド航空175便がワールドトレードセンター南棟に体当たり攻撃を行い、最終的にどちらのビルも崩壊した。このほか、同事件ではアメリカン航空77便がアメリカ国防総省の本庁舎、通称ペンタゴンにも体当たり攻撃を行っている。いずれもハイジャック犯の意図的な体当たりではあるが、自殺前提の行為でもあるため、エアラミングに含めるべきかは議論の余地がある。